# Espíritu Santo en los Hechos de los Apóstoles

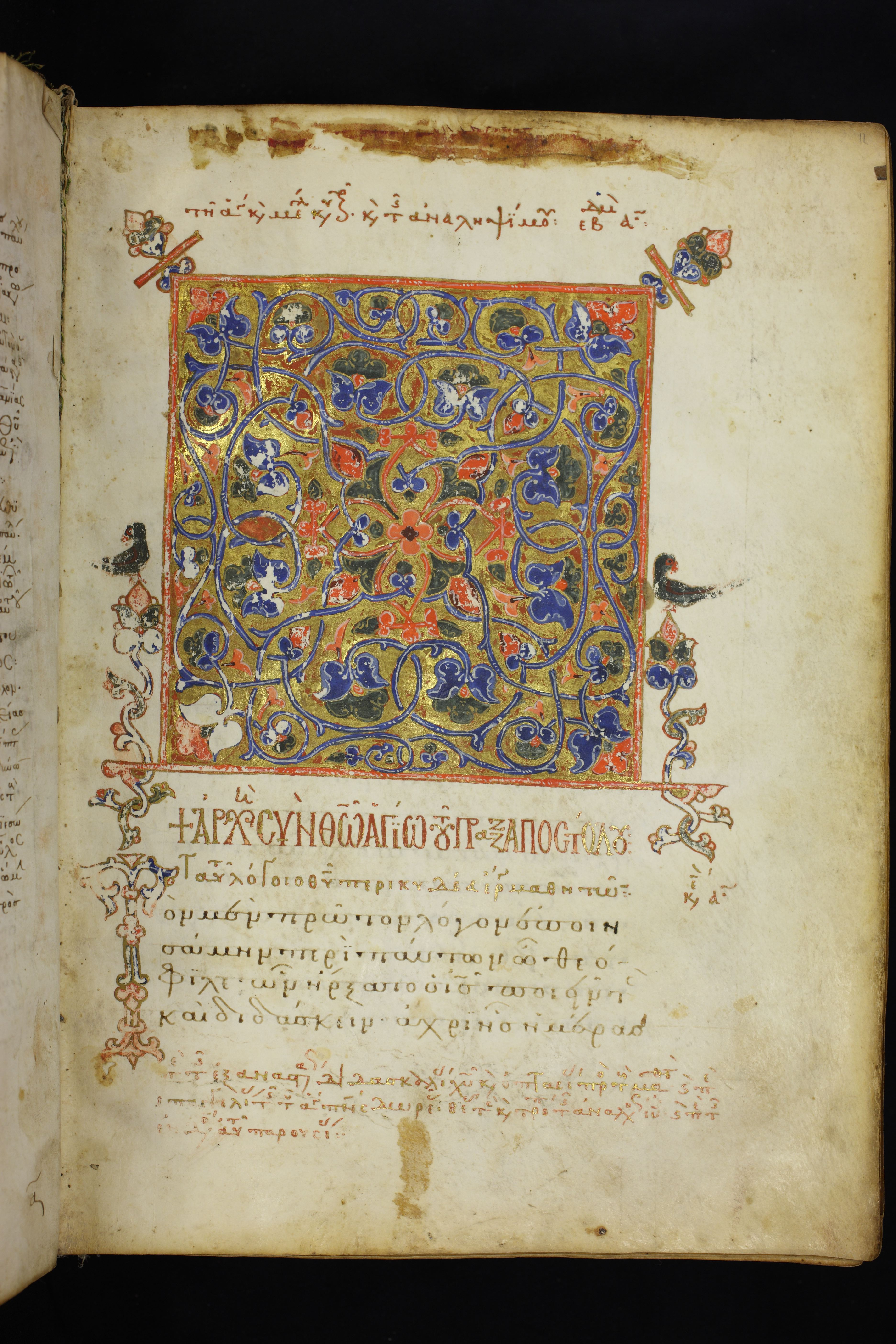
Una copia del del Libro de los Hechos en minúscula 223

El Espíritu Santo desempeña un papel clave en los Hechos de los Apóstoles, lo que lleva a utilizar los títulos "Libro del Espíritu Santo" o los "Hechos del Espíritu Santo" para ese libro en el Nuevo Testamento. Hechos está escrito por Lucas, quien también escribió el evangelio que lleva su nombre. Hechos cuenta la historia del nacimiento de la iglesia primitiva cuando los apóstoles se reunieron en el Cenáculo de Jerusalén. De las cerca de setenta apariciones de la palabra pneuma (πνεῦμα) en Hechos, cincuenta y cinco se refieren al Espíritu Santo.

## Continuación del ministerio de Jesús
Desde el principio, en, se recuerda al lector que el Ministerio de Jesús, mientras estuvo en la tierra, se llevó a cabo mediante el poder del Espíritu Santo y que los "actos de los apóstoles" son los actos continuos de Jesús, facilitados por el Espíritu Santo. Los Hechos, por tanto, presentan al Espíritu Santo como el "principio vital" del Iglesia primitiva y proporcionan cinco instancias separadas y dramáticas de su derramamiento sobre los creyentes: y
San Esteban en el libro Hechos de los Apóstoles, en el capítulo 7,  exclama con reproche a las autoridades judías (ver Juicio de Jesús): Vosotros, rígidos de cuello e incircuncisos de corazón y de oídos, siempre resistís al Espíritu Santo: como vuestros padres, así hacéis vosotros. Hechos 7:51-Eso significa, como nadie les dijo antes, que no sólo resistieron a Yahvé o a Jesús, mientras estuvo en la Tierra, sino que también resistieron al Espíritu Santo después. Recuerda el pecado contra el Espíritu Santo, que Jesús enseñó, que atribuir los milagros de Jesús al Diablo, es resistir la obra del Espíritu Santo a través de la vida de Jesús. El contexto del pecado imperdonable se describe mejor en este pasaje:

Los escribas que bajaban de Jerusalén decían: "Está poseído por Belcebú", y "expulsa los demonios por el jefe de los demonios". Y llamándolos a sí, comenzó a hablarles en parábolas: "¿Cómo puede Satanás expulsar a Satanás? Si un reino está dividido contra sí mismo, ese reino no puede permanecer. Si una casa está dividida contra sí misma, esa casa no podrá mantenerse en pie. Si Satanás se ha levantado contra sí mismo y está dividido, no puede mantenerse en pie, sino que está acabado. Pero nadie puede entrar en la casa del hombre fuerte y saquear su propiedad si no ata primero al hombre fuerte, y entonces saqueará su casa. "En verdad os digo que a los hijos de los hombres se les perdonarán todos los pecados y todas las blasfemias que digan; pero quien blasfeme contra el Espíritu Santo no tiene nunca perdón, sino que es culpable de un pecado eterno", porque decían: "Tiene un espíritu impuro.

## Resistencia judía
La resistencia de los judíos contra el Espíritu Santo ya fue enseñada por Jesús. Esto fue como una sorpresa para los judíos, ya que ellos creían que habían estado siguiendo a YHWH. Puede que hayan estado siguiendo su nombre, pero, no su Espíritu y no las enseñanzas de Jesús sobre Amar a Dios y a tu prójimo como a ti mismo. Han seguido la parte del Deuteronomio, pero no la segunda parte del Levítico (Deut.6:3;Lev.3:1 (NASB). ¡Jesús fue el primero en la historia en llevar los dos pasajes bíblicos al punto! (Marcos 12:30-31): "Y amarás al Señor tu Dios con todo tu corazón, y con toda tu alma, y con toda tu mente, y con todas tus fuerzas: éste es el primer mandamiento. Y el segundo es semejante, esto es: Amarás a tu prójimo como a ti mismo. No hay otro mandamiento mayor que éstos". Pero si el joven gobernante lo sabía, ¿por qué los fariseos y los escribas no lo vieron? Entonces fueron los mismos que apedrearon a Esteban e instigaron a Herodes para que matara a Santiago, hermano de Jesús, a espada (el papa  Eusebio escribe: decapitado), a San Pedro en la cárcel (Herodes Agripa , pagano, nominalmente judío por la conversión al judaísmo desde antes de la época de su abuelo, Herodes el Grande), y su sobrino Herodes Antipas había decapitado a Juan el Bautista, e hizo enviar a Jesús a Poncio Pilato, que era más favorable a Jesús que los judíos, pero tuvo que someterse a la multitud instigada, porque al principio quería dejarlo libre (todos eran conversos del paganismo al judaísmo nominal, tratando de complacer a los judíos (Hechos 12: 3). Así que, los  herodianos también se resistían al Espíritu Santo.

## Obrar continuo
Las referencias al Espíritu Santo aparecen a lo largo de los Hechos de los Apóstoles capítulo 1:5 y 8, afirmando hacia el principio: Porque Juan ciertamente bautizó con agua; pero vosotros seréis bautizados en el Espíritu Santo... recibiréis poder, cuando el Espíritu Santo venga sobre vosotros, refiriéndose al cumplimiento de la profecía de Juan el Bautista en Lucas 3:16: os bautizará en el Espíritu Santo.